# Leucophenga neoangusta
Leucophenga neoangusta är en tvåvingeart som beskrevs av Godbole och Vaidya 1976. Leucophenga neoangusta ingår i släktet Leucophenga och familjen daggflugor. Inga underarter finns listade i Catalogue of Life.